# 张世杰

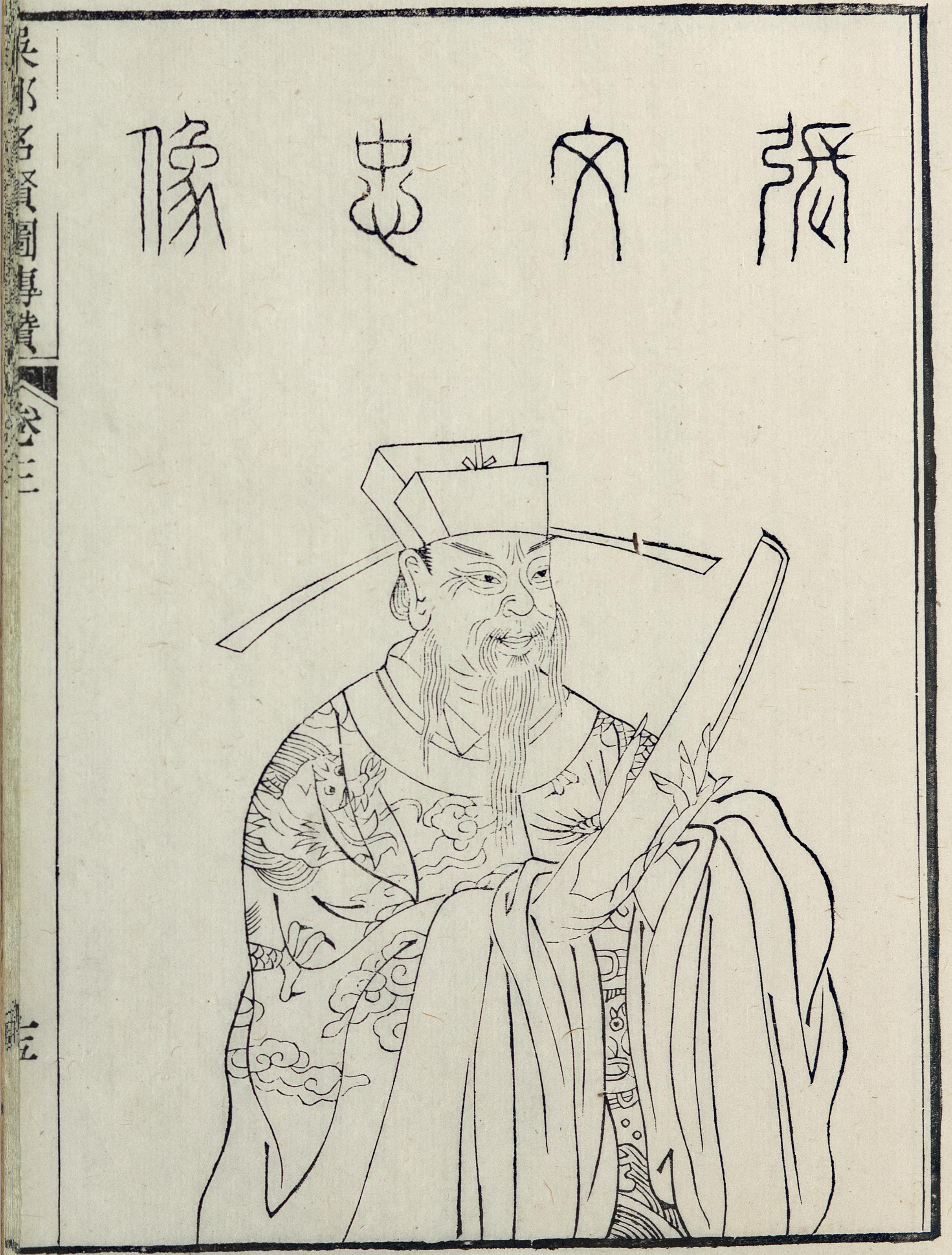
張世傑

张世杰（？—1279年），涿州范阳（辽朝时期属于南京道管辖，金朝时期属于中都路管辖，今属河北）人。1234年金朝灭亡后为元朝将领张柔的部下，戍守河南杞县，后因犯罪逃奔南宋，成为南宋抗元大将。与陆秀夫和文天祥并称為「宋末三傑」。

## 生平

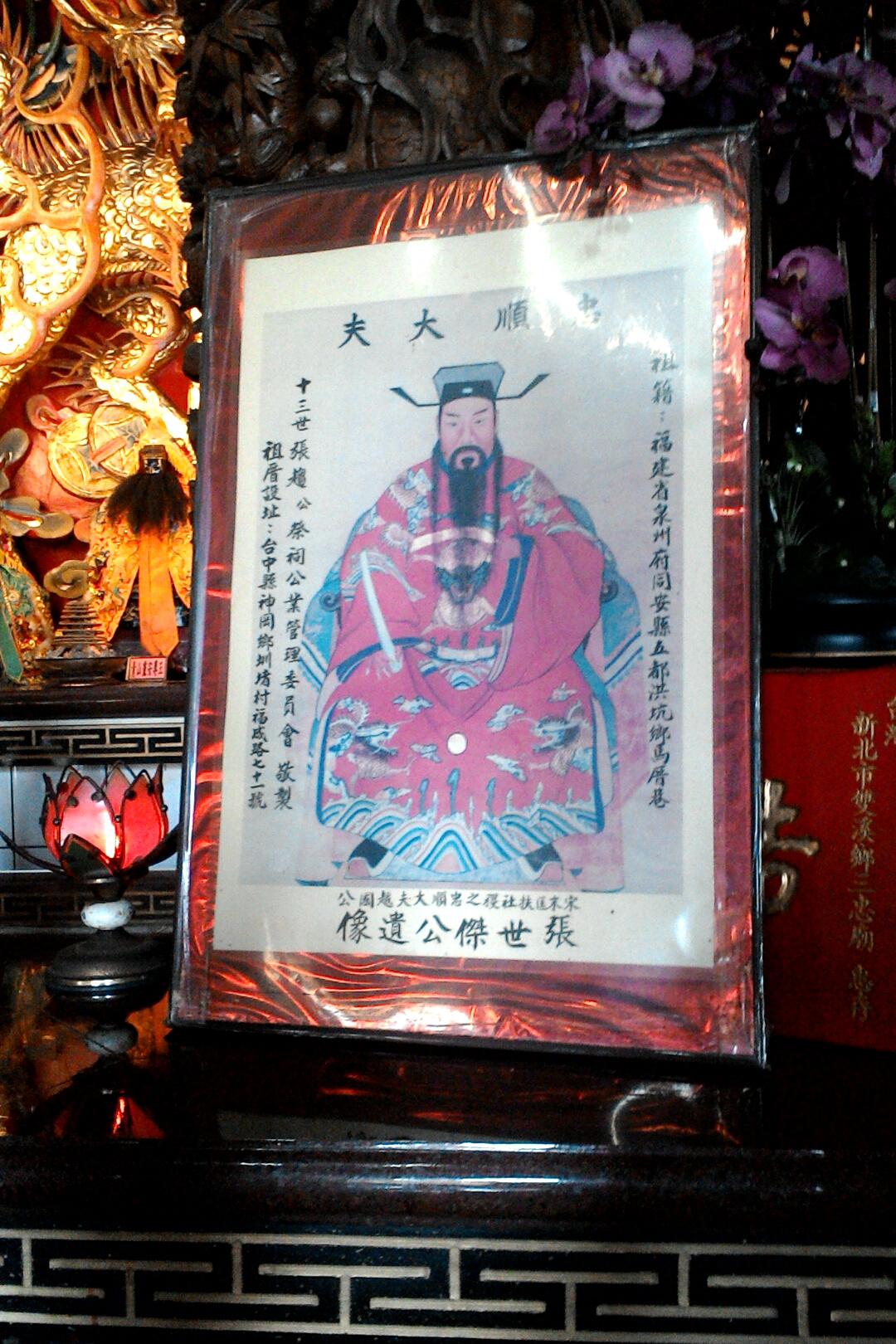
雙溪三忠廟中的張世傑像

1213年，蒙古军队攻克涿州，1215年，攻克金中都，元太宗六年正月十日（1234年2月9日），金朝灭亡。1239年，元朝将领张柔奉命镇守河南三十余城，1241年—1254年期间，张柔率军驻于杞县（今河南杞县之南）。
张世杰年轻时跟随元朝将领张柔戍守杞县（今河南杞县之南），后来犯了罪，不想被罚，于是逃到南宋。
德祐元年（1275年）元兵南下，他率部入卫临安，收复浙西诸城，然后在焦山（今江苏镇江）江中大战失利。元军迫近临安，他和文天祥主张背城决战，为丞相陈宜中所阻。
张世杰与陈宜中、陆秀夫带着宋朝二王（益王赵昰、卫王赵昺）出逃。他与陈宜中、文天祥、陆秀夫等立刚满7岁赵昰即位为皇帝，是为宋端宗，定年号“景炎”。端宗即位后对张世傑甚是重用。张世傑多次联合陈吊眼、许夫人等少数民族部队抵御元朝军队的猛攻。
景炎元年十二月初八（1277年1月13日），闽广招抚使兼主市舶蒲寿庚据泉州叛宋降元。景炎二年（1277年）七月，张世杰率军围攻泉州，长达70多天，未克，被迫撤退到潮州。
景炎三年（1278年），10岁的端宗溺水而死，他的弟弟卫王赵昺登基做皇帝，改元“祥兴”，赵昺下诏让张世杰做少傅、枢密副使。张世傑奉命死守帝都崖山，另外还为太后、皇帝修建行宫，还利用打仗空余的机会教赵昺识字。赵昺也对张世傑言听计从。八月，封越国公。
祥兴二年（元朝至元十六年（1279年），元军大举进攻赵昺小朝廷，张世傑率军抵抗，元军将领張弘範任命张世杰的外甥为官，派他为使者三次前往招降张世杰，张世杰歷数古忠臣，并说：“吾知降，生且富贵，但为主死不移耳。”
祥兴二年二月六日（1279年3月19日），南宋军队在崖山海戰大败。张世傑眼看国家就要灭亡，准备接回赵昺组织突围。但此时丞相陆秀夫已经失去了对所有人的信任，害怕趙昺落入元軍手中，拒絕張世傑的邀請。趙昺船大，不便逃跑，陸秀夫乾脆背负8岁的幼帝昺跳海而死。楊太后得知趙昺自殺也跳海殉國。张世傑突圍后想逃往占城，眾人不肯。突然海上起颶風，張世傑焚香禱告：“我为赵氏，亦已至矣，一君亡，复立一君，今又亡。我未死者，庶几（希望）敌兵退，别立赵氏以存祀耳。今若此，岂天意耶！”不久，因飓风毀船，溺死海陵岛外海，被葬於平章山下。

## 紀念

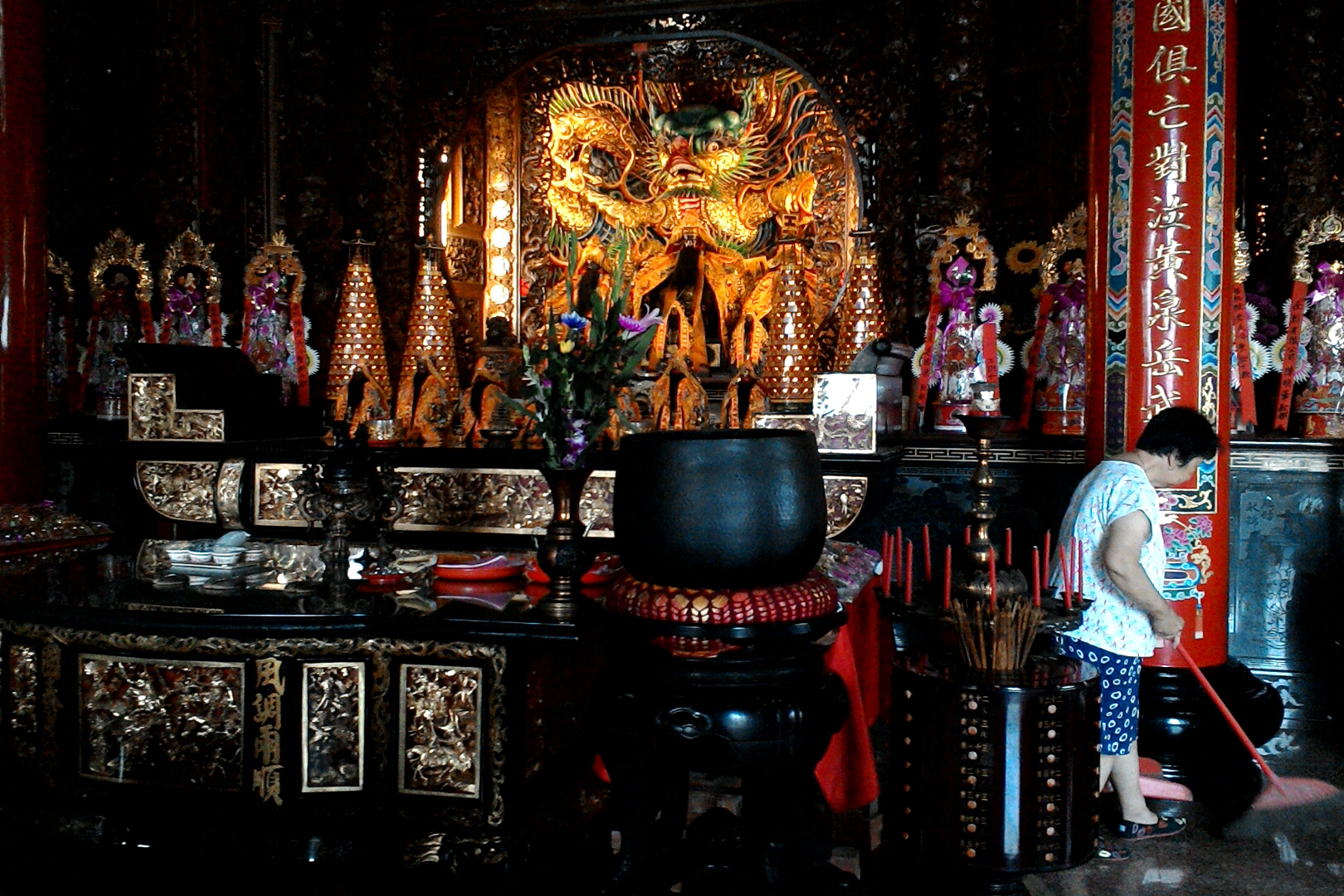
雙溪三忠廟內的文天祥、陸秀夫、張世傑像

广东省阳江市的海陵岛上，有张世杰墓。但據陈晓《张世杰墓考》一文稱海陵岛上的只是衣冠冢，骨灰被士兵帶至珠海市斗门区黄杨山，並有張氏後人憑族谱记载確認。
在端宗撤離福州後，朝廷駐蹕的福州濂浦（今福州倉山區林浦）村民將皇宮改為供奉南宋功臣的廟宇。為躲避元朝追查，將正殿稱作「泰山宮」，內供趙構、趙昰、趙昺塑像；側殿稱作「大王殿」，供奉陳宜中、文天祥、陸秀夫、張世傑諸臣塑像。每年正月舉行「出宮行鄉」，將他們抬出宮外，家家設宴祭拜，延續至今。
台灣新北市雙溪區有全台唯一供奉宋末三傑的「三忠廟」。興建於同治7年（1868年），是雙溪區民的信仰中心。(金門縣金沙鎮另有一座三忠廟)
浙江省舟山市大黄龙岛旧有张老相公庙，奉祀张世杰，于清光绪年间所建，规模颇巨，但现已毁。
台灣台中市神岡區圳堵里有張世傑後代為其建立張氏宗祠，恭奉宋末匡扶社稷之忠順大夫趙國公張世傑。
在新馬泰地區，當地華人也有供奉「大宋三忠王」的廟宇。三忠王也稱三忠公，是指文天祥、陸秀夫與張世傑，等三位宋代忠臣。在新加坡主祀三忠王的廟宇就有「普忠廟」與「水顯宮」。
泰國普吉網寮三忠廟，成為泰國最早奉祀大宋三忠王所在，建立於大清光緒30年。
馬來西亞馬六甲三威宮在1993年建廟供奉文天祥、陸秀夫、張世傑，是該州規模頗巨，香火鼎盛的廟宇。

## 動漫
- 《天子傳奇6洪武大帝》:已歿，以回顧角色登場，設定為張君寶之父親，在南宋覆亡之際把趙昺及張君寶送往太極玄棺修練。

## 扩展阅读
[在维基数据编辑]
 《宋史·卷451》，出自脱脱《宋史》
 在维基共享资源阅览影像